# Atsushi Kamijō
Atsushi Kamijō (jap. 上條 淳士, Kamijō Atsushi; * 12. März 1963 in der Präfektur Tokio) ist ein japanischer Manga-Zeichner.

## Leben
Seinen ersten Comic publizierte er 1983 mit der Kurzgeschichte Mob Hunter (モッブ★ハンター, Mobbu Hantā) in einer Spezialausgabe des Manga-Magazins Shōnen Sunday. Es folgten weitere Kurzgeschichten und gemeinsam mit dem Szenaristen Tetsu Kariya die etwa 500 Seiten umfassende Serie Zingy für dieses Magazin.
Der Durchbruch gelang Kamijō 1985 im Shōnen Sunday mit der Serie To-Y über den rebellischen Leadsänger einer Punk-Rock-Band und den Aufstieg derselben. Diese Thematik, die für ein wöchentliches Shōnen-Manga-Magazin ungewöhnlich war, und Kamijōs Zeichenstil erhielten Aufmerksamkeit und der Manga übte großen Einfluss auf die japanischen Subkultur aus. Der Manga, der auch als Film in Form einer Original Video Animation umgesetzt wurde, endete 1987 mit einem Umfang von etwa 1.800 Seiten, die vom Shōgakukan-Verlag auch in zehn Sammelbände zusammengefasst wurden.
Nach der Fertigstellung von To-Y war der Zeichner nur noch im Seinen-Bereich tätig, konzentrierte sich also auf Comics für eine erwachsene Leserschaft. So entstand von 1988 bis 1992 für das Magazin Young Sunday der 1.400 Seiten umfassende Manga Sex. In diesem geht es um eine Oberschülerin, die während einer Reise nach Okinawa einen Punk trifft. Weiterhin erschienen 1995 Aka×Kuro (赤×黒) über das Boxen im Young Sunday und von 2001 bis 2005 die Serie Eight (エイト, Eito) um das mysteriöse Verschwinden eines Skateboarders und um das anschließende Auftauchen eines Jungen, der ihm sehr ähnlich sieht, im Big Comic Spirits.
Sein Werk wurde ins Französische, Spanische, Koreanische und Deutsche übersetzt.